# دوغلاس أ. بويد
دوغلاس أ. بويد (بالإنجليزية: Douglas A. Boyd)‏ هو مؤرخ أمريكي، ولد في 12 مارس 1970.

## وصلات خارجية
- دوغلاس أ. بويد على موقع IMDb (الإنجليزية)